# ملعب مولاي الحسن
ملعب مولاي الحسن هو ملعب كرة قدم يقع في العاصمة الرباط، المغرب، الذي افتتح في عام 2012. يستضيف نادي الفتح الرياضي جميع مبارياته في الملعب، الذي ينافس في البطولة الوطنية.